# Piramide van Gulpen

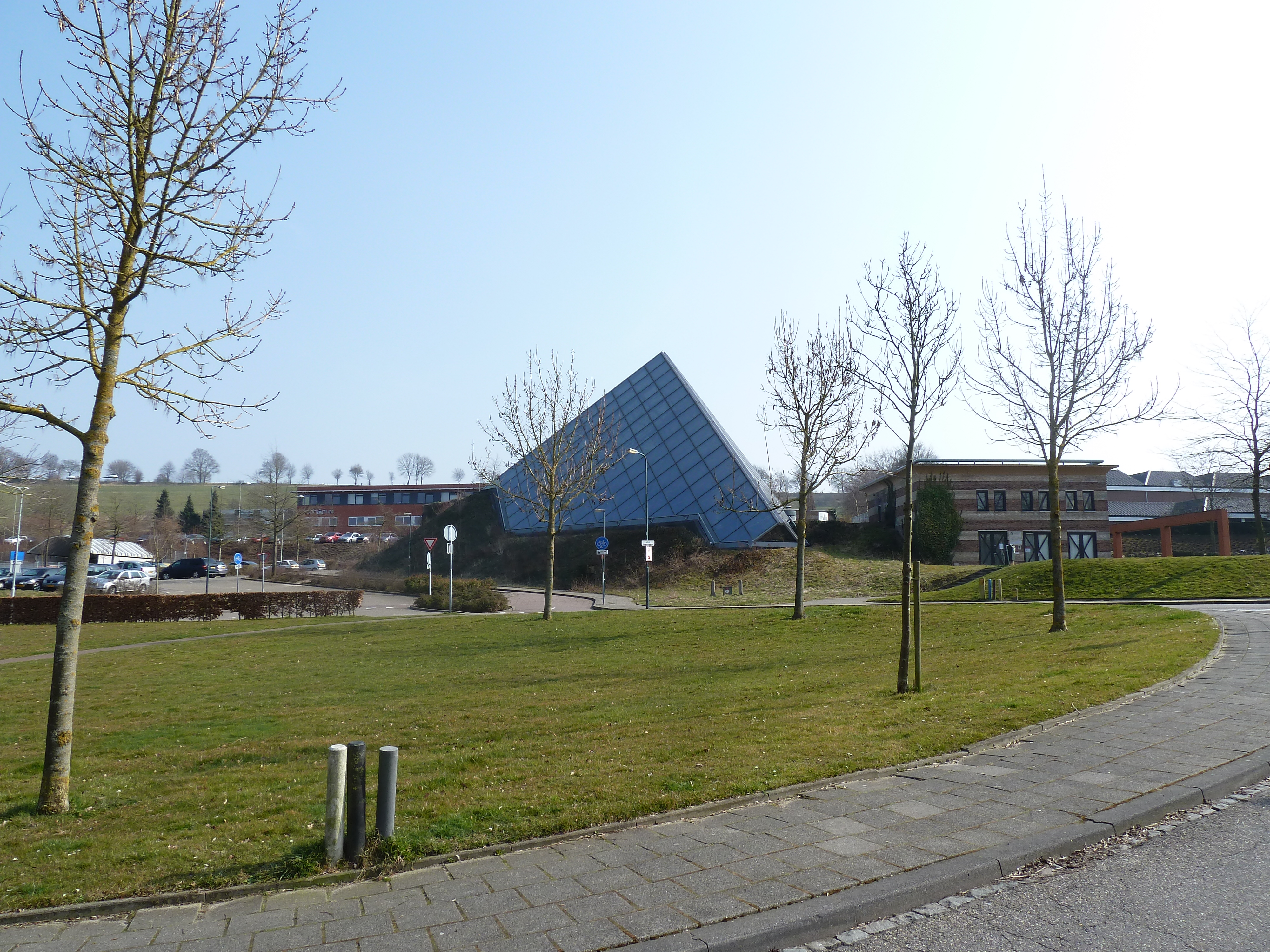
Piramide van Gulpen

De piramide van Gulpen of Primosa-piramide is een gebouw in Gulpen in de gemeente Gulpen-Wittem in de Nederlandse provincie Limburg. Het staat in het zuiden van het dorp, ten zuiden van de N278, aan de westelijke voet van de Gulperberg naast zwembad Mosaqua en middelbare school Sophianum.
De driezijdige piramide is een opvallend gebouw in het landschap, de gevels bestaan  vrijwel geheel uit glas.

## Geschiedenis
In 1991-1992 werd het bezoekerscentrum Primosa gebouwd voor 9,5 miljoen gulden. Voor dit gebouw, de piramide, moest een bouwvallige schuur wijken waarvoor 250.000 gulden werd betaald. De kosten van de piramide waren voor rekening van acht lokale gemeenten en de provincie. In mei 1992 werd de piramide geopend, het gebouw heeft dienst gedaan als Limburgs museum en voor kunsttentoonstellingen onder de naam Roccoco.
Na vijf maanden bleek dat de verwachte bezoekersstroom uitbleef en vroeg de organisatie faillissement aan. Men had aanvankelijk gerekend op 150.000, en later 200.000 bezoekers per jaar. In de zes maanden dat de piramide open was kwamen er slechts 15.000 bezoekers.
Op 17 juni 1993 werd de piramide geveild voor een bedrag van 260.000 gulden en werd aangekocht door de eigenaar van het naburige pannenkoekenrestaurant die destijds zijn schuur had verkocht.

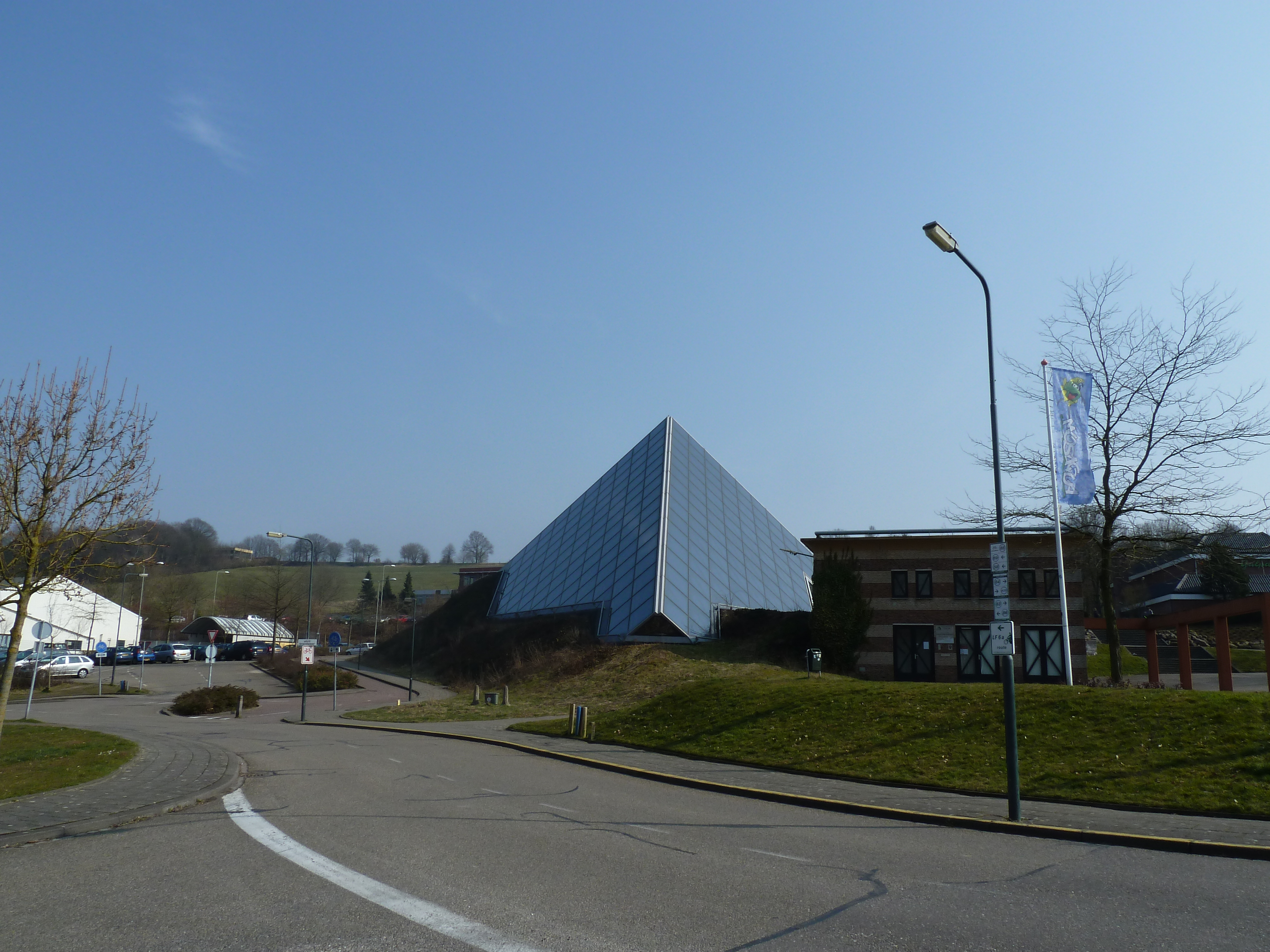
Gezien vanaf de straat
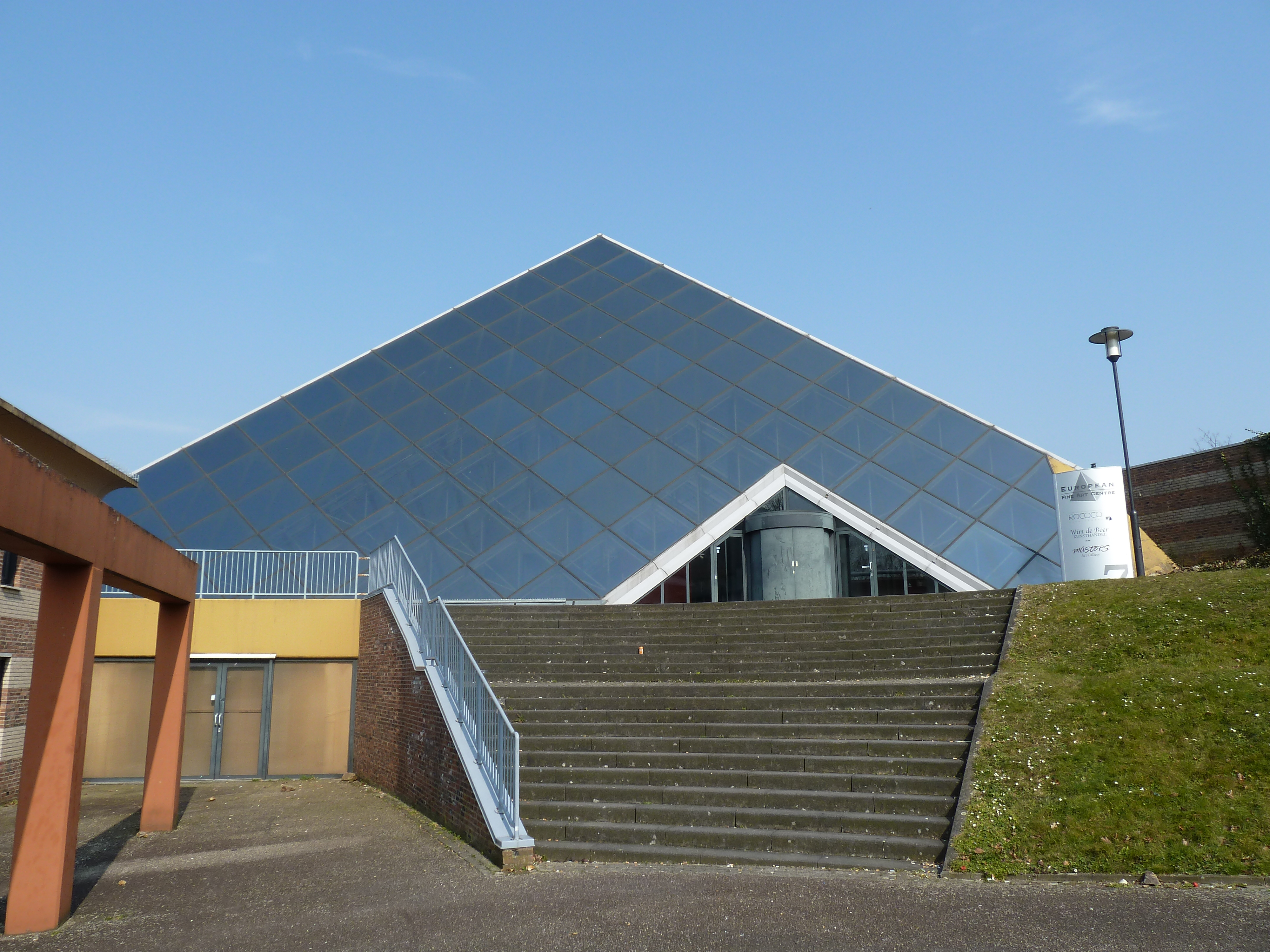
Voorzijde
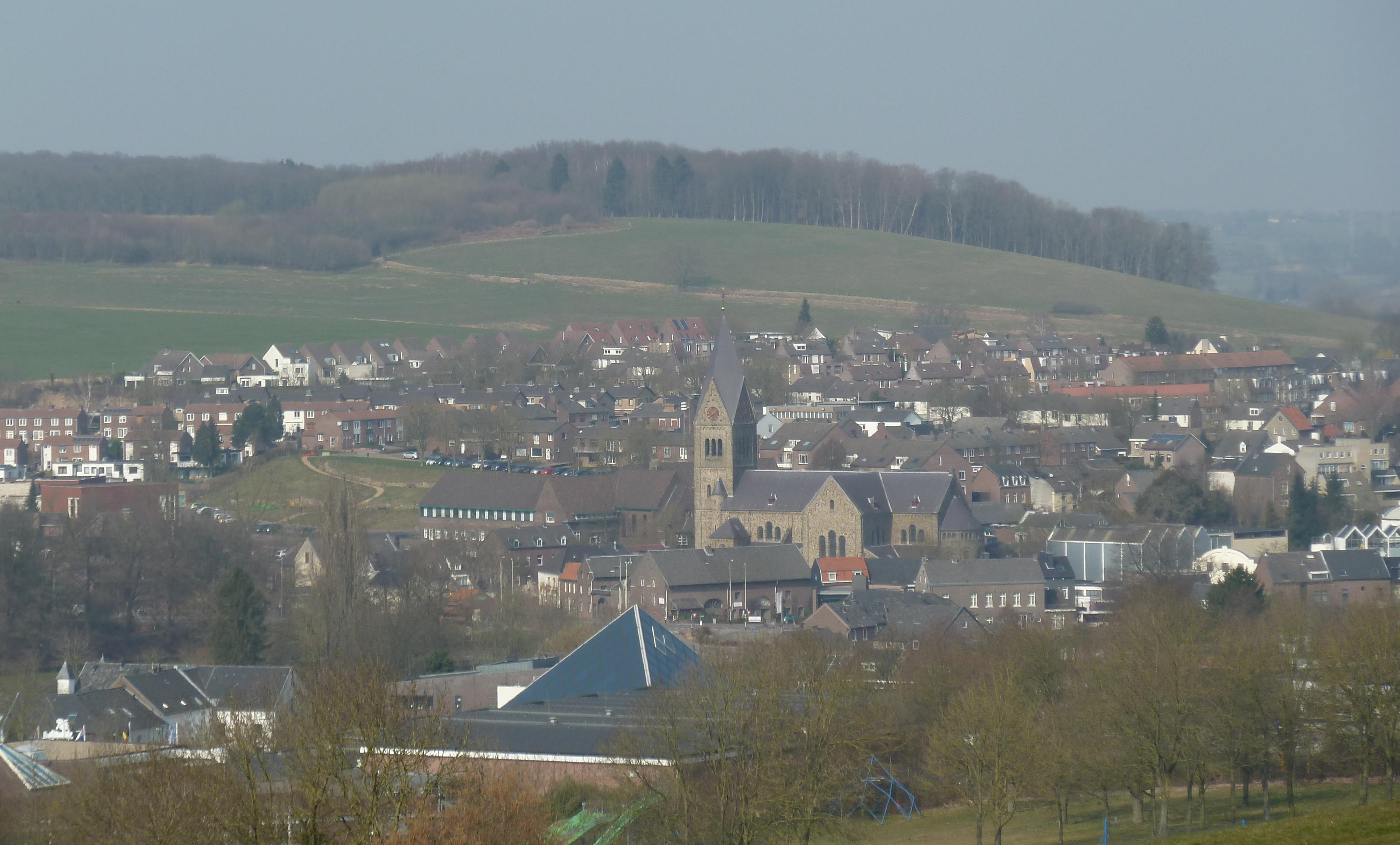
De piramide in het dorp
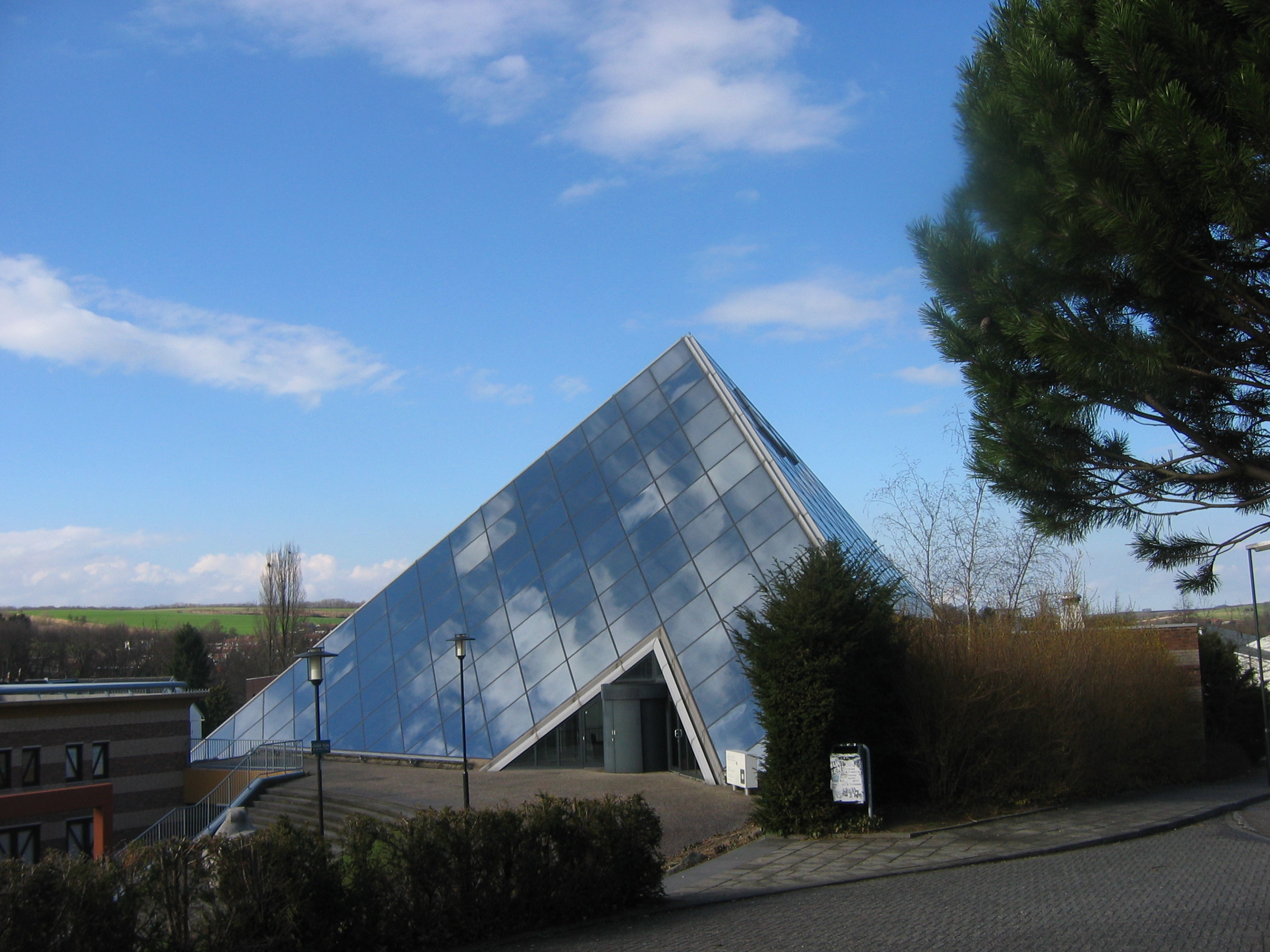
Entree